# 水晶序曲
《水晶序曲》是由日本著名作曲家植松伸夫创作的《最终幻想系列》的主題曲之一，又稱前奏曲，中文圈常翻譯為水晶序曲，经常作为系列作品的开场音乐或背景音乐。该曲改编自一小段巴赫（Bach），它从早期简单的双声部琶音主题进化到近期作品复杂的旋律编曲。曲子被称为“在游戏圈中如超级马里奥兄弟主题曲或刺猬索尼克标题画面流行乐一样有标志性”。

## 概要
植松伸夫提到这是一首30分钟创作的单曲。就在初代游戏作品《最终幻想》只读存储器向任天堂发布之前，制作人坂口博信要求植松伸夫在游戏发布时加入声音，所以植松伸夫创作了这首曲子。据说在游戏发布前，制作人坂口博信突然走进他的房间说：“现在就做！”植松伸夫觉得这很蛮不讲理，但他依然在大约30分钟内就做出了一个琶音。这成为留存于后世人们心中的经典音乐。
2014年，该歌曲被用作丰田汽车公司Aqua的广告歌曲。演奏者是Niconico动画上的热门钢琴家触手猴。
2019年9月12日，史克威尔艾尼克斯发售了仅收录《水晶序曲》合辑的音乐CD。包括了1987年原版音乐至最新作品的音乐，也收录了CD中首次公开的编曲。